# Medaliści światowych wojskowych igrzysk sportowych w pięcioboju nowoczesnym
Medaliści światowych wojskowych igrzysk sportowych w pięcioboju nowoczesnym – zestawienie zawodników i zawodniczek, którzy przynajmniej raz stanęli na podium światowych igrzysk wojskowych w pięcioboju nowoczesnym.
Pierwszy raz pięciobój pojawił się na igrzyskach wojskowych w 1995 we włoskim Rzymie. Na światowych igrzysk wojskowych w Zagrzebiu w 1999 oraz w Hajdarabadzie w 2007 zawody w pięcioboju nowoczesnym nie były rozegrane.

## Medaliści światowych igrzysk wojskowych

### Mężczyźni

#### indywidualnie
| Edycja              | Złoto               | Srebro            | Brąz             |
| ------------------- | ------------------- | ----------------- | ---------------- |
| 1995 Rzym           | Alessandro Conforto | Olivier Ibanès    | Gianluca Tiberti |
| 2003 Katania        | Enrico Dell'Amore   | Ákos Kállai       | L. Capalini      |
| 2011 Rio de Janeiro | Kim Jin-hee         | Auro Franceschini | Emanuel Zapata   |
| 2015 Mungyeong      | Park Dong-su        | Alexander Nobis   | Amro El Geziry   |
| 2019 Wuhan          | Aleksandr Lifanov   | Lee Ji-hun        | Kirill Kasyniak  |

#### drużynowo
| Edycja              | Złoto                                                                       | Srebro                                                                    | Brąz                                                                                    |
| ------------------- | --------------------------------------------------------------------------- | ------------------------------------------------------------------------- | --------------------------------------------------------------------------------------- |
| 1995 Rzym           | Włochy · Alessandro Conforto · Gianluca Tiberti · Stefano Giammoni          | Ukraina                                                                   | Rosja                                                                                   |
| 2003 Katania        | Stany Zjednoczone · Eli Bremer · S. Christie · Chad Senior                  | Włochy · Enrico Dell'Amore · F. Simonetti · Andrea Valentini              | Ukraina · Yevgeniy Borkin · S. Bataliuk · Wadim Tkaczuk                                 |
| 2011 Rio de Janeiro | Korea Południowa                                                            | Brazylia                                                                  | Polska · Remigiusz Golis · Marcin Horbacz · Tomasz Chmielewski                          |
| 2015 Mungyeong      | Rosja · Ilja Frołow · Siergiej Kariakin · Oleg Naumow                       | Egipt · Amro Elgeziry · Omar Elgeziry · Eslam Hamad                       | Włochy · Auro Franceschini · Valerio Grasselli · Pier Paolo Petroni                     |
| 2019 Wuhan          | Rosja · Ilja Frołow · Ilja Szugarow · Aleksandr Lifanov · Siergiej Kariakin | Korea Południowa · Lee Dong-gi · Lee Ji-hun · Park Sang-gu · Lee Eun-seok | Polska · Szymon Staśkiewicz · Sebastian Stasiak · Łukasz Gutkowski · Daniel Ławrynowicz |

#### sztafety
| Edycja       | Złoto                                               | Srebro                                        | Brąz                                                        |
| ------------ | --------------------------------------------------- | --------------------------------------------- | ----------------------------------------------------------- |
| 1995 Rzym    | Polska                                              | Czechy                                        | Węgry                                                       |
| 2003 Katania | Włochy · Enrico Dell'Amore · F. Simonetti · G. Liso | Czechy · O. Krivski · P. Lebl · David Svoboda | Rosja · Nikolaj Jaskov · Aleksej Kucharev · Aleksej Savikov |

### Kobiety

#### Indywidualnie
| Edycja              | Złoto           | Srebro                | Brąz               |
| ------------------- | --------------- | --------------------- | ------------------ |
| 2003 Katania        | L. Dong         | T. Gorliak            | Lyudmila Shumilova |
| 2011 Rio de Janeiro | Iryna Chochłova | Yane Marques          | Jeļena Rubļevska   |
| 2015 Mungyeong      | Oktawia Nowacka | Ekaterina Churaszkina | Wang Wei           |
| 2019 Wuhan          | Élodie Clouvel  | Gulnaz Gubatdullina   | Salma Abdelmaksoud |

#### drużynowo
| Edycja              | Złoto                                                      | Srebro                                                                                      | Brąz                                                                               |
| ------------------- | ---------------------------------------------------------- | ------------------------------------------------------------------------------------------- | ---------------------------------------------------------------------------------- |
| 2003 Katania        | Rosja · T. Gorliak · S. Kolesova · M. Vasilczenko          | Węgry · Csilla Füri · R. Pal · Bea Simóka                                                   | Kazachstan · Lada Jiyenbalanova · Lyudmila Shumilova · N. Uvarova                  |
| 2011 Rio de Janeiro | Brazylia                                                   | Ukraina                                                                                     | Chiny                                                                              |
| 2015 Mungyeong      | Chiny · Wang Wei · Ye Aonan · Wang Xinyao                  | Rosja · Ekaterina Churaszkina · Alise Fachrutdinova · Swietłana Lebiediewa                  | Ukraina · Anastazja Spas · Walerija Permykina · Wiktorija Tereszczuk               |
| 2019 Wuhan          | Chiny · Bian Yufei · Wang Wei · Wang Shiqi · Zhong Xiuting | Rosja · Gulnaz Gubatdullina · Adelina Ibatullina · Ksenija Fraltsova · Jekaterina Khurasina | Polska · Anna Maliszewska · Oktawia Nowacka · Natalia Dominiak · Natalia Hachulska |

#### sztafety
| Edycja       | Złoto                                                          | Srebro                                    | Brąz                                                              |
| ------------ | -------------------------------------------------------------- | ----------------------------------------- | ----------------------------------------------------------------- |
| 2003 Katania | Białoruś · Anna Archipenko · Anastazja Samusewicz · N. Unukava | Węgry · Csilla Füri · R. Pal · Bea Simóka | Kazachstan · Lada Jiyenbalanova · Lyudmila Shumilova · N. Uvarova |

### Miksty
| Edycja              | Złoto                                         | Srebro                                | Brąz                                             |
| ------------------- | --------------------------------------------- | ------------------------------------- | ------------------------------------------------ |
| 2011 Rio de Janeiro | Łotwa · Jeļena Rubļevska                      | Polska · Remigiusz Golis              | Brazylia                                         |
| 2015 Mungyeong      | Polska · Oktawia Nowacka · Jarosław Świderski | Brazylia · Yane Marques · Felipe Lima | Litwa · Karolina Guzausksite · Justinas Kinderis |
| 2019 Wuhan          | Egipt · Salma Abdelmaksoud · Eslam Hamad      | Węgry · Blanka Guzi · Ádám Marosi     | Chiny · Wang Wei · Zhang Linbin                  |